# Jaskier iliryjski
Jaskier iliryjski, jaskier illiryjski (Ranunculus illyricus L.) – gatunek rośliny z rodziny jaskrowatych (Ranunculaceae). Występuje w południowej i południowo-wschodniej Europie oraz w Azji Mniejszej. W Polsce współcześnie znany był tylko z jednego stanowiska, położonego na Płaskowyżu Proszowickim, koło Nowego Korczyna. W 2013 r. odkryto nowe stanowisko w Skorocicach na Wyżynie Małopolskiej.

## Morfologia
PokrójNiska bylina jedwabiście owłosiona.
KorzeńBulwiasty.
LiścieLiście odziomkowe złożone są z trzech wąskich i klapowanych segmentów.
KwiatyMają żółtą barwę. Dorastają do 20–35 mm średnicy. Działki kielicha są odwinięte.
OwoceNiełupki o trójkątnym kształcie z zakrzywionym dziobem. Tworzą owoc zbiorowy – wieloniełupkę o cylindrycznym kształcie.

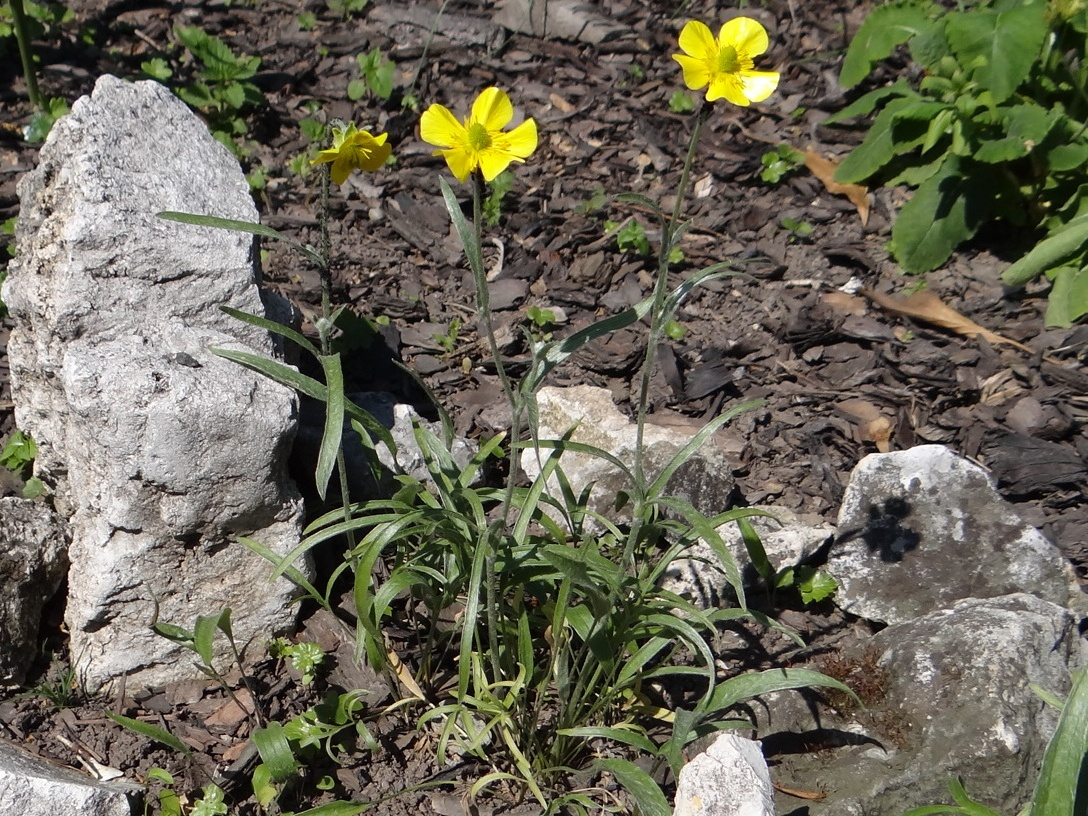
Pokrój
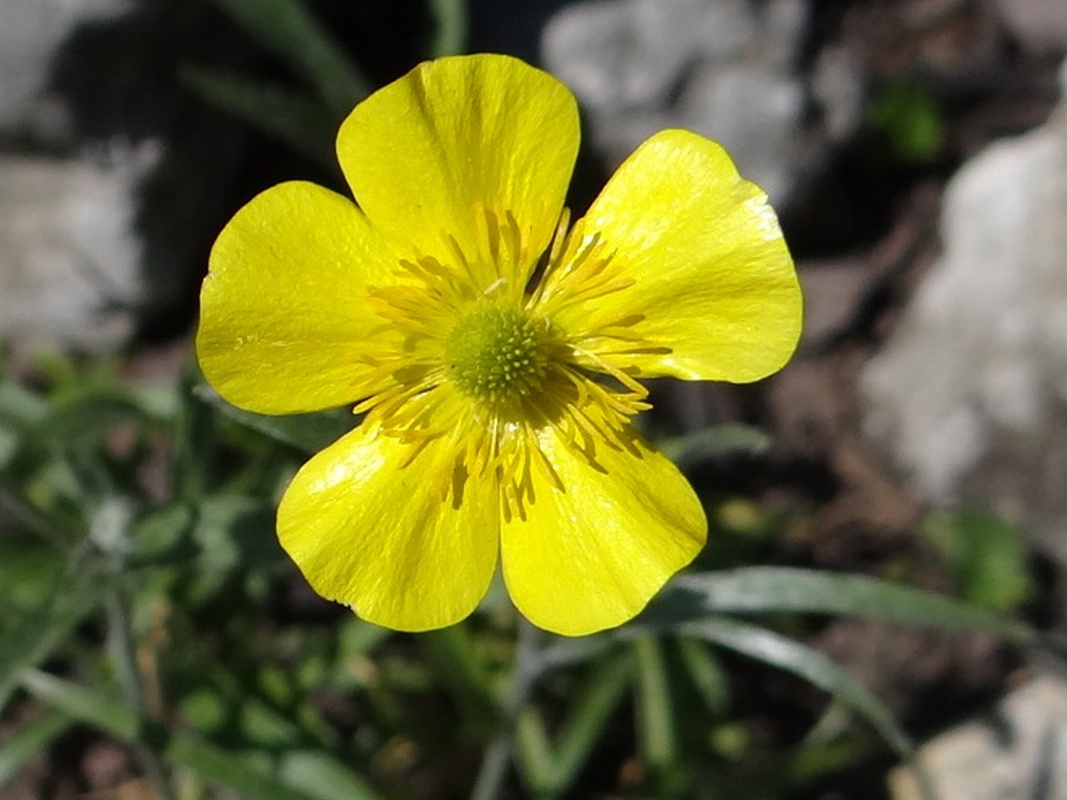
Kwiat z góry
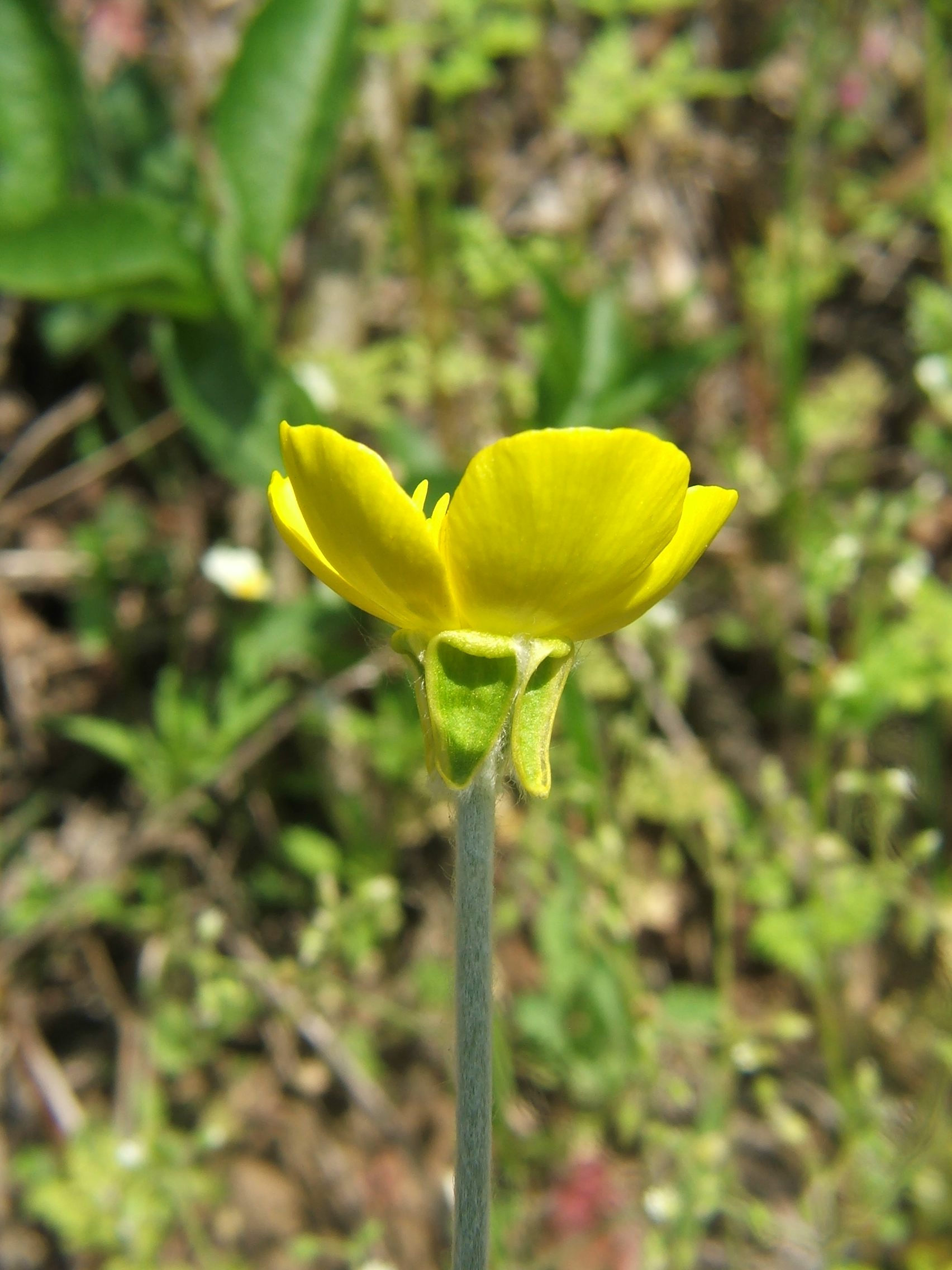
Kwiat z boku

## Biologia i ekologia
Kwitnie w maju. Rośnie w murawach kserotermicznych. Cała roślina jest trująca. Gatunek charakterystyczny dla związku Cirsio-Brachypodion pinnati oraz zespołu Thalictro-Salvietum pratensis.

## Zagrożenia i ochrona
Roślina objęta w Polsce ścisłą ochroną gatunkową.
Kategorie zagrożenia gatunku:
- Kategoria zagrożenia w Polsce według Czerwonej listy roślin i grzybów Polski (2006)[8]: E (wymierający); 2016: CR (krytycznie zagrożony)[9].
- Kategoria zagrożenia w Polsce według Polskiej czerwonej księgi roślin (2001, 2014): CR (krytycznie zagrożony)[10].